# Solanum flagelliferum
Solanum flagelliferum är en potatisväxtart som beskrevs av John Gilbert Baker. Solanum flagelliferum ingår i släktet skattor som ingår i familjen potatisväxter. Inga underarter finns listade i Catalogue of Life.